# 선진고속 (안산시)
선진고속(先進高速)은 경기도 안산시의 시외버스, 공항버스 운수업체로, 본사는 인천광역시 중구 축항대로86번길 129에, 본점은 경기도 안산시 상록구 항가울로 410(안산여객자동차터미널 A동)에 있다.

## 연혁
- 2018년 8월 3일 : 태화상운 시외부를 인수해 설립

## 현황
2019년 1월 기준이다.
| 운행업체 | 보유 노선수 | 보유 노선수 | 보유 노선수 | 등록 대수 | 등록 대수 | 등록 대수 | 등록 대수 |
| -------- | ----------- | ----------- | ----------- | --------- | --------- | --------- | --------- |
| 운행업체 | 노선 합계   | 시외버스    | 고속버스    | 대수 합계 | 시외버스  | 고속버스  |           |
| 선진고속 | 13          | 13          | -           | 102       | 102       | -         |           |

## 운행 노선

### 공항버스
- ● 7000번: 안산터미널 ↔ 안산역 ↔ 시흥관광호텔 ↔ 이마트 시화점 ↔ 정왕동 모아아파트 ↔ 배곧중심상가 ↔ 인천국제공항
- ● 7001번: 부천터미널 ↔ 부천소방서 ↔ 소사역 ↔ 대야동 ↔ 인천국제공항

### 시외버스
- ● R700번: 시화지구 ↔ 이마트 시화점 ↔ 안산역 ↔ 원곡동 ↔ 안산시청 ↔ 성포동 ↔ 사동 ↔ 상록수역 ↔ 강남역
- ● R700-1번: 안산역 ↔ 원곡동 ↔ 안산시청 ↔ 성포동 ↔ 사동 ↔ 상록수역 ↔ 수인산업도로 ↔ 당수동 ↔ 과천봉담도시고속화도로<의왕요금소> ↔ 과천우면산도시고속화도로 ↔ 강남역
- ● R8414번: 부평역 ↔ 부천터미널 소풍 ↔ 모란역 ↔ 성남종합버스터미널[2]
- ● R8821번: 부천터미널 소풍 ↔ 송내역 ↔ 수원역 ↔ 수원종합버스터미널
- ● R8851번: 신천동 ↔ 매화동 ↔ 목감사거리 ↔ 수암동 ↔ 부곡동 ↔ 수원역 ↔ 수원종합버스터미널

## 현재 보유 차량

#### 기아
- 뉴 그랜버드 파크웨이
- 뉴 그랜버드 블루스카이

#### 현대자동차
- 뉴 프리미엄 유니버스 스페이스 럭셔리
- 유니버스 스페이스 엘레강스
- 뉴 프리미엄 유니버스 럭셔리